# هيروشيما (كتاب)
هيروشيما هو كتاب للمؤلف الحائز على جائزة بوليتزر جون هيرسي. يروي قصص ستة ناجين من القنبلة الذرية التي ألقيت على هيروشيما. يُنظر إليه على أنه أحد أقدم الأمثلة على الصحافة الجديدة، حيث تم تكييف تقنيات سرد القصص في الرواية مع التقارير غير الخيالية.
نُشر العمل في الأصل في مجلة النيويوركر، التي كانت تخطط لنشره في أربعة أعداد، لكنه بدلاً من ذلك خصصت النسخة الكاملة من 31 أغسطس 1946 لمقال واحد. بعد أقل من شهرين، طُبع المقال ككتاب من طرف ألفريد أ.كنوبف. لم تنفد المطبوعات مطلقًا، فقد بيع منها أكثر من ثلاثة ملايين نسخة. كتب روجر أنجيل كاتب مقال في نيويوركر في عام 1995: «أصبحت قصتها جزءًا من تفكيرنا المستمر حول الحروب العالمية والمحرقة النووية». تمت ترجمة الكتاب إلى اللغة العربية من الباحث عبدالله بن صالح العجيري

## الخلفية
قبل كتابة هيروشيما، كان هيرسي مراسلًا حربيًا في الميدان، ويكتب لمجلة لايف والنيويوركر. تبع القوات خلال غزوات إيطاليا وصقلية خلال الحرب العالمية الثانية. في عام 1944، بدأ هيرسي العمل في مسرح المحيط الهادئ وتبع الملازم جون إف كينيدي عبر جزر سليمان. من أوائل الصحفيين الغربيين الذين شاهدوا أطلال هيروشيما بعد التفجير، كلف ويليام شون من صحيفة نيويوركر هيرسي بكتابة مقالات حول تأثير الانفجار النووي باستخدام شهادات الشهود، وهو موضوع لم يمسه الصحفيون تقريبًا. أجرى هيرسي مقابلات مع العديد من الشهود. ركز مقالته على ستة على وجه الخصوص.

### النشر في النيويوركر
وصل عدد 31 أغسطس 1946 في صناديق بريد المشتركين التي تحمل غطاءًا فاترًا لنزهة صيفية في حديقة. لم يكن هناك أي تلميح لما كان بالداخل. بدأت مقالة هيرسي حيث بدأ عمود المجلة المعتاد "نقاش المدينة"، مباشرة بعد قوائم المسرح. في أسفل الصفحة، أرفق المحررون ملاحظة قصيرة: "لقرائنا. كرست مجلة نيويوركر هذا الأسبوع كامل مساحتها التحريرية لمقال عن تدمير شبه كامل لمدينة بواسطة قنبلة ذرية واحدة، وما حدث لأهالي تلك المدينة. إنها تفعل ذلك من منطلق قناعته بأن القليل منا لم يدرك حتى الآن القوة التدميرية الهائلة لهذا السلاح، وأن الجميع قد يستغرق وقتًا في التفكير في الآثار الرهيبة لاستخدامه. المحررين ". كان الكاتب الرئيسي للمجلة إي بي وايت، الذي أسند إليه هارولد روس خططه، أحد الأشخاص القلائل بخلاف المحررين الرئيسيين لصحيفة النيويوركر الذين تم إبلاغهم للنشر القادم. كتب روس لـ White in Maine ، "لقد كتب هيرسي ثلاثين ألف كلمة عن قصف هيروشيما (والذي يمكنني الآن نطقه بطريقة جديدة ورائعة)". يريد [ويليام شون، مدير تحرير مجلة نيويوركر] إيقاظ الناس، ويقول إننا الأشخاص الذين لديهم فرصة للقيام بذلك، وربما نحن الوحيدون الذين سيفعلون ذلك، إذا تم ذلك." 

### استقبال أدبي

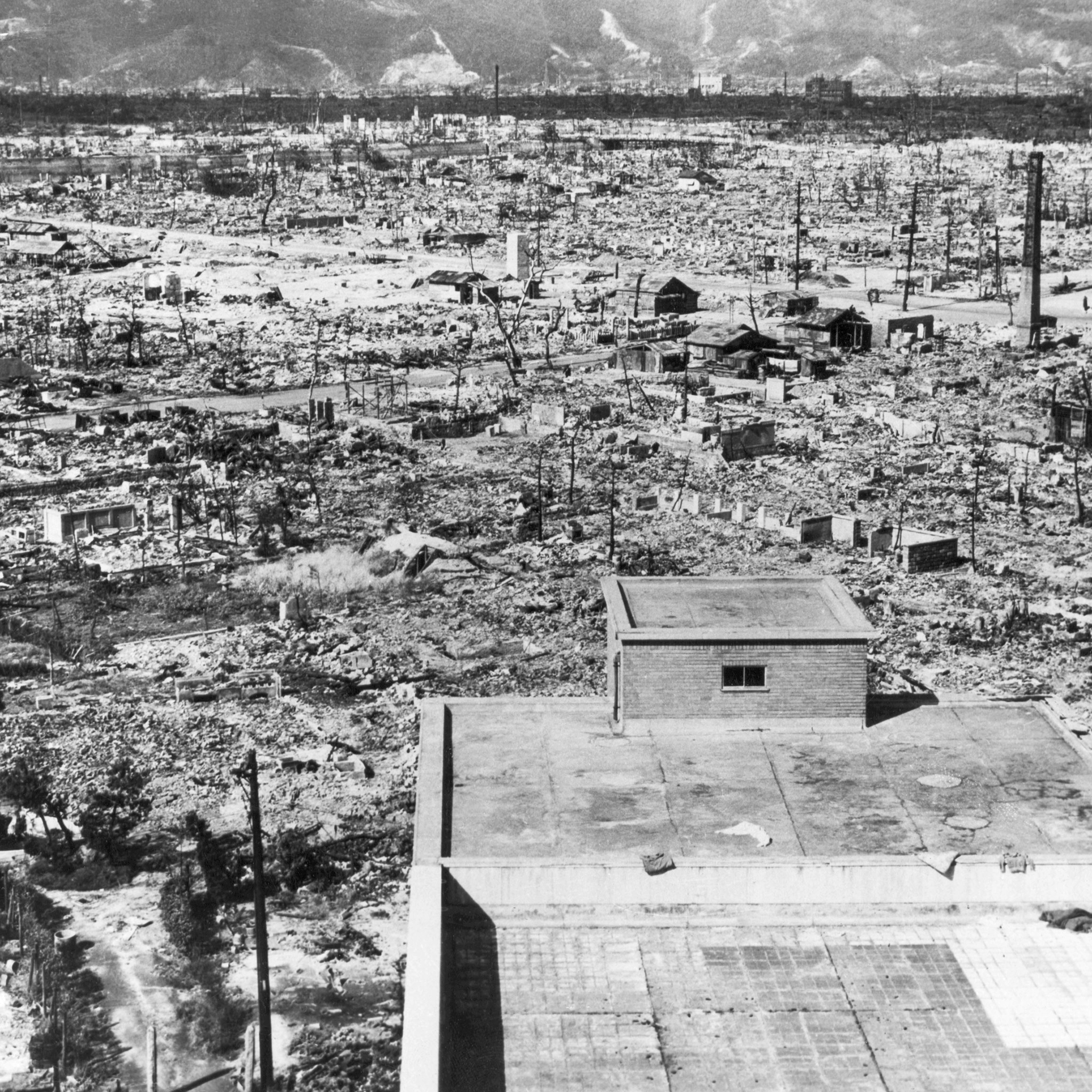
هيروشيما في حالة خراب ، أكتوبر 1945 ، بعد شهرين من انفجار القنبلة الذرية.

احتوى المقال على وصف مفصل لتأثيرات القنبلة، واثار ضجة كبيرة في النشر. في نثر واضح، وصف هيرسي العواقب المروعة للولد الذري: الأشخاص الذين يعانون من مقل العيون الذائبة، أو الأشخاص المتبخرون، تاركين ظلالهم فقط محفورة على الجدران. كانت المقالة من أكثر الكتب مبيعًا على الفور وتم بيعها في أكشاك بيع الصحف في غضون ساعات. وقد تلقت مكاتب المجلة العديد من طلبات إعادة الطبع. استبقت شبكة راديو ABC البرمجة العادية لبث قراءات للنص الكامل من قبل ممثلين معروفين في أربعة برامج مدتها نصف ساعة. كما فعلت العديد من المحطات الإذاعية في الخارج، بما في ذلك البي بي سي في بريطانيا، حيث منع تقنين الصحف الذي استمر بعد انتهاء الحرب من نشرها. لم يسمح هيرسي بتحرير القطعة لقص طولها. قام نادي كتاب الشهر بتسريع نسخة من المقال في شكل كتاب، والذي أرسله إلى الأعضاء باعتباره اختيارًا مجانيًا، قائلاً «نجد صعوبة في تصور أي شيء يتم كتابته قد يكون أكثر أهمية في هذه اللحظة للجنس البشري.»
نُشر بعد أكثر من عام بقليل من إلقاء القنبلة الذرية على هيروشيما، وأظهر للجمهور الأمريكي تفسيرًا مختلفًا لليابانيين عما سبق وصفه في وسائل الإعلام. يمكن للأمريكيين التخلي عن بعض الذنب وهم يعلمون أن اليابانيين لم يلومهم على هذا العمل الحربي الرهيب. بعد قراءة هيروشيما، كتب أحد علماء مشروع مانهاتن أنه يبكي وهو يتذكر كيف احتفل بإسقاط القنبلة الذرية. شعر العلماء والجمهور الأمريكي بالخزي والذنب لمعاناة سكان هيروشيما. وكما قال شهود عيان في هيروشيما ، فإن سكان هيروشيما لم يلوموا الأمريكيين بل لاموا حكومتهم. يعتقد العديد من اليابانيين أن إسقاط القنبلة الذرية أنقذ اليابان وكان يُعتقد على نطاق واسع أن الحكومة اليابانية كانت ستدمر البلاد بأكملها قبل أن تخسر الحرب.
تم نشر المقالة البالغة 31000 كلمة في وقت لاحق من نفس العام بواسطة ألفريد أ.كنوبف ككتاب. غالبًا ما يُستشهد بعمل هيرسي كواحد من أقدم الأمثلة على الصحافة الجديدة في مزج عناصر التقارير غير الخيالية مع وتيرة الرواية وأدواتها. أشاد النقاد بالنثر الواضح لهيرسي باعتباره نموذجًا للسرد البسيط. نادرًا ما أجرى هيرسي مقابلات وكان يمقت القيام بأي شيء يشبه جولات الكتاب، كما يتذكر محرره منذ فترة طويلة جوديث جونز. كتب هندريك هيرتزبيرغ: «إذا كان هناك في أي وقت من الأوقات موضوع محسوب لجعل الكاتب يجتهد في الكتابة فوق قطعة ما، فقد كان هذا هو قصف هيروشيما». «ومع ذلك، كانت تقارير هيرسي دقيقة للغاية، وكانت جمله وفقراته واضحة للغاية، وهادئة، وضبط النفس، لدرجة أن رعب القصة التي كان عليه أن يرويها كان مرعبًا للغاية.»
قال المؤلف إنه تبنى الأسلوب البسيط ليناسب القصة التي سعى إلى سردها. قال هيرسي بعد 40 عامًا: «كان الأسلوب المسطح متعمدًا، وما زلت أعتقد أنني كنت محقًا في تبنيه. كان من الممكن أن تدفعني الطريقة الأدبية العالية، أو إظهار الشغف، إلى القصة كوسيط. أردت تجنب مثل هذه الوساطة، لذلك ستكون تجربة القارئ مباشرة قدر الإمكان».
أخبر مؤسسي النيويوكر هارولد روس صديقه المؤلف إروين شو: «لا أعتقد أنني حصلت على نفس القدر من الرضا عن أي شيء آخر في حياتي». لكن نشر نيويوركر لمقال هيرسي تسبب في مشاكل فيما يتعلق بعلاقة هيرسي مع هنري لوس، المؤسس المشارك لـ Time-Life والمعلم الأول لهيرسي، الذي شعر أنه كان على هيرسي أن يبلغ عن الحدث لإحدى مجلات لوس بدلاً من ذلك. على الرغم من شكوك لوس حول اختيار هيرسي لصحيفة نيويوركر لطباعة قصة هيروشيما، أتاح شكل المجلة وأسلوبها للمؤلف مزيدًا من الحرية في الكتابة والكتابة. منشورات لوس   - الوقت والحياة والثروة   - لم يكن لديه شيء مماثل. علاوة على ذلك، بذلت مجلة النيويوكر جهودًا غير مسبوقة للحفاظ على سرية قصة هيرسي. لاحظ كبار محرري المجلة الأسبوعية السرية التامة بشأن طباعة المقال. بينما قضى المحرران هارولد روس وويليام شون ساعات طويلة في التحرير والتداول في كل جملة، لم يتم إخبار موظفي المجلة بأي شيء عن العدد القادم. أصيب الموظفون بالحيرة عندما لم يتم إرجاع البراهين الأسبوعية العادية، ولم يتم الرد على استفساراتهم. حتى قسم الإعلان لم يتم إبلاغه عمدا.

قالت مجلة تايم عن كتاب هيروشيما: 
كل أمريكي سمح لنفسه بإلقاء النكات حول القنابل الذرية، أو أصبح يعتبرها مجرد ظاهرة مثيرة يمكن قبولها الآن كجزء من الحضارة، مثل الطائرة ومحرك البنزين، أو من سمح لنفسه بالتكهن. فيما يتعلق بما يمكن أن نفعله معهم إذا أجبرنا على الدخول في حرب أخرى، يجب أن نقرأ السيد هيرسي. عندما تظهر مقالة المجلة هذه في شكل كتاب، سيقول النقاد إنها كلاسيكية بأسلوبها. لكنها أكثر من ذلك. 
ووصفت المجلة في وقت لاحق رواية هيرسي عن التفجير بأنها «أشهر قطعة صحفية خرجت من الحرب العالمية الثانية».
كما قوبلت بموافقة صحيفة ذا نيو ريببليك التي قالت إن «قطعة هيرسي هي بالتأكيد واحدة من أعظم كلاسيكيات الحرب». وبينما أشادت غالبية المقتطفات بالمقال، قالت ماري ماكارثي إنه «لتحقيق العدالة بشأن القنبلة الذرية، كان على السيد هيرسي إجراء مقابلة مع الموتى». سرعان ما أصبح كتابًا في نادي كتاب الشهر. تم توزيعه مجانًا بسبب الأسئلة التي أثارها حول إنسانية الجنس البشري. تمت قراءة هيروشيما أيضًا كلمة كلمة في الراديو من قبل شركة البث الأمريكية، مما أدى إلى تضخيم آثارها.

### النشر في اليابان
على الرغم من أن الحكومة العسكرية الأمريكية (برئاسة دوجلاس ماكارثر) منعت الناشرين من إخراج الكتاب في اليابان، فقد تم توزيع عدد قليل من النسخ. في يناير 1947، ألقى هيرسي قراءة باللغة الإنجليزية في طوكيو. نُشرت الترجمة اليابانية لهيروشيما لأول مرة في اليابان عام 1949 (لم تنفد طبعتها منذ ذلك الحين). وفقا لغار ألبيروفيتز في قرار استخدام القنبلة الذرية، «حجبت سلطات الاحتلال روايات مختلفة عن التفجيرات الذرية. ومن الأمثلة الجديرة بالملاحظة رفض طلب من صحيفة نيبون تايمز في وقت لاحق من عام 1946 لنشر كتاب جون هيرسي عن هيروشيما (باللغة الإنجليزية).»  قال ماك آرثر في عام 1948 أنه على الرغم من اتهامات الرقابة العديدة الموجهة ضد مكتب الرقابة من قبل وسائل الإعلام الإخبارية الأمريكية، لم يتم حظر هيروشيما في اليابان.

## الخطوط العريضة
بدأت المقالة في صباح 6 أغسطس 1945، وهو اليوم الذي أسقطت فيه القنبلة الذرية، مما أسفر عن مقتل ما يقدر بنحو 135 ألف شخص. يبدأ الكتاب بالجملة التالية:
يقدم هيرسي الشخصيات الست: طبيبان، ووزير بروتستانتي، وخياطة أرملة، وعاملة مصنع شابة، وكاهن كاثوليكي ألماني. يصف الصباح قبل إلقاء القنبلة. من خلال الكتاب، تتداخل حياة هؤلاء الأشخاص الستة حيث يتشاركون تجارب مماثلة. يغطي كل فصل فترة زمنية من صباح يوم التفجير وحتى بعد عام واحد لكل شاهد. تمت إضافة فصل إضافي يغطي أعقاب 40 عامًا بعد القصف في طبعات لاحقة.
الشخصيات الستة هي:
القس السيد كيوشي تانيموتو
كان تانيموتو على بعد 3500 ياردة من المركز. كان قسًا في كنيسة هيروشيما الميثودية، رجل صغير في مكانته، «سريع الكلام، يضحك ويبكي»، ضعيف ولكنه ناري، حذر ومدروس، تلقى تعليمه في اللاهوت في جامعة إيموري، أتلانتا، جورجيا، الولايات المتحدة، يتحدث الإنجليزية بطلاقة، مهووس مع التجسس عليه، رئيس جمعية الجوار.
السيدة هاتسويو ناكامورا
كانت ناكامورا على بعد 1350 ياردة من مركز الانفجار. هي أرملة لخياط تقوم بتربية أطفالها الثلاثة (صبي يبلغ من العمر 10 سنوات توشيو، وفتاة تبلغ من العمر ثماني سنوات، وفتاة تبلغ من العمر خمس سنوات، وفتاة ميكو البالغة من العمر خمس سنوات)، وتوفي زوجها مؤخرًا في سنغافورة في الحرب.
الدكتور فوجي مازاكازو
كان فوجي على بعد 1550 ياردة من مركز الانفجار. يوصف بالمتعة، ويمتلك مستشفى خاصًا يحتوي على 30 غرفة للمرضى ذوي المعدات الحديثة، وتعيش الأسرة في أوساكا وكيوشو، في بهجة وهدوء.
الأب فيلهلم كلاينسورج (ماكوتو تاكاكورا)
كان كلاينسورج على بعد 1400 ياردة من مركز الانفجار. كان كلاينسورج يبلغ من العمر 38 عامًا في ذلك الوقت، وكان كاهنًا ألمانيًا في جمعية يسوع، أضعف من النظام الغذائي في زمن الحرب، ويشعر بأنه غير مقبول من الشعب الياباني، «وجه نحيف، مع تفاحة آدم البارزة، وصدر أجوف، ويدا متدلية، وقدم كبير».
الدكتور تيروفومي ساساكي
كان ساساكي على بعد 1650 ياردة من مركز الانفجار. كان يبلغ من العمر 25 عامًا، وهو جراح شاب في مستشفى الصليب الأحمر. عاش مع والدته في موكيهارا، وهي مثالية، منزعج من سوء الخدمات الصحية ومارس الطب في المجتمعات التي تعاني من ضعف الرعاية الصحية دون تصريح، ولا علاقة لها بالآنسة توشيكو ساساكي.
ملكة جمال توشيكو ساساكي (الأخت دومينيك ساساكي)
كانت ساساكي على بعد 1600 ياردة من مركز الانفجار. كانت تبلغ من العمر 20 عامًا وكانت مخطوبة لجندي، بالإضافة إلى أنها تعمل «كاتبة في قسم الأفراد في شركة شرق آسيا لصناعة القصدير».

### «وميض بلا ضوضاء»
يقدم هذا الفصل الشخصيات وتفاصيل روايات الشهود في الصباح السابق وتصورهم لانفجار القنبلة الذرية. وقع الانفجار في تمام الساعة 8:15 صباحا بالتوقيت المحلي. الآنسة توشيكو على مكتبها وتتحدث إلى زميل لها في مصنع تين عندما امتلأت الغرفة «بالضوء الساطع». وكان الفلاش قويًا جدًا لدرجة أنه دفع على رف كتب وسحق ساق الآنسة توشيكو عندما فقدت الوعي. كانت مغطاة برف الكتب بينما انهار المبنى من حولها. أثناء جلوسه على شرفة منزله، شاهد الدكتور ماساكوزا فوجي وميضًا «أصفر لامعًا» وانقلب في النهر. أصيب في كتفه بشدة. بعد عودتها إلى منزلها من منطقة آمنة، قالت السيدة. رأت ناكامورا وميضًا «أكثر بياضًا من أي أبيض رأيته» من قبل. ألقيت في الغرفة المجاورة بينما كان أطفالها مدفونين تحت الأنقاض. أثناء قراءة جريدته الصباحية، شاهد الأب ويلهام كلاينسورج «وميضًا رهيبًا ... [مثل] نيزك كبير يصطدم بالأرض». وجد نفسه في حديقة الخضروات للمبشر مع قطع صغيرة فقط. رأى الدكتور تيروفومي ساساكي وهو يقف وحيدًا في الممر «وميضًا فوتوغرافيًا هائلاً». مزق الانفجار المستشفى لكن الدكتور ساساكي ظل على حاله باستثناء نظارته وأحذيته التي انفجرت عن جسده. كان الدكتور ساساكي الآن الطبيب الوحيد الذي لم يصب بأذى في المستشفى وامتلأ المستشفى بسرعة بالمرضى. رأى القس كيوشي تانيموتو «وميضًا هائلاً من الضوء مقطوعًا عبر السماء». ألقى تانيموتو بنفسه على جدار منزله وشعر بالضغط والشظايا وسقوط الحطام عليه.

### «النار»
يوثق الفصل الثاني الوقت بعد الانفجار مباشرة حيث تنتشر الحرائق ويحاول الشهود إنقاذ الآخرين وإيجاد الأمان لأنفسهم. بعد الانفجار مباشرة، ركض القس تانيموتو بحثًا عن عائلته وأبرشيته. يضع جانباً البحث عن عائلته عندما يصادف أشخاصًا بحاجة إلى المساعدة ثم يستأنف البحث عن عائلته. السيدة تسافر ناكامورا مع أطفالها وجارتها إلى حديقة أسانو في منزل التبشير اليسوعي.تسافر السيدة ناكامورا مع أطفالها وجارتها إلى حديقة أسانو في منزل التبشير اليسوعي. تم العثور على الأب كلاينسورج وهو يتجول في أرض البعثة وفي ظهره العديد من القطع الزجاجية. ركض الأب كلاينسورج إلى غرفته وأخذ حقيبة إسعافات أولية وحقيبة تحتوي على أموال وأوراق المهمة. يخرج الأب كلاينسورغي وآخرون ويحضرون الطعام للجميع في حديقة أسانو.
كان مستشفى الدكتور فوجي في النهر القريب بينما كان محاصراً بين عوارضه، غير قادر على الحركة. ينظر الدكتور فوجي إلى المدينة ويطلق عليها «موكب لا نهاية له من البؤس».  د. ساساكي «عمل بدون أسلوب» في تحديد المريض الذي سيحصل على الرعاية التالية. يملأ المرضى كل شبر من المستشفى. كان الناس يتقيئون في كل مكان. أصبح مثل الإنسان الآلي، يكرر العلاج على مريض تلو الآخر. لا تزال الآنسة ساساكي ترقد فاقدة الوعي تحت رف الكتب والمبنى المنهار. ساقها مكسورة بشدة. تم دعمها إلى جانب شخصين مصابين بجروح خطيرة وغادرت. الأب كلينسورغ ينطلق إلى حديقة أسانو. عبر السيد تانيموتو المدينة ليجد عائلته وأبرشياته. يعتذر للجرحى أثناء مروره لعدم إصابته. لم يصادف زوجته وطفله على ضفاف نهر أوتا إلا من باب الحظ. انفصلوا حتى تعود إلى أوشيدا ويمكنه أن يعتني بالكنيسة.

### «التفاصيل قيد التحقيق»
يروي الفصل الثالث الأيام التي أعقبت سقوط القنبلة، والمشاكل المستمرة التي واجهها الناجون ، والتفسيرات المحتملة للدمار الهائل الذي واجهه الشهود.
في 12 أغسطس ، استمر مرض عائلة ناكامورا واكتشفوا أن بقية أفراد أسرهم قد لقوا حتفهم. يواصل السيد تانيموتو نقل الأشخاص من جانب واحد من النهر إلى الجانب الآخر على أمل نقلهم إلى بر الأمان من الحرائق. بقي الأب كلاينسورج ، الذي أصابه الوهن بسبب إصاباته ومرضه السابق ، في الحديقة. تم الترحيب به أخيرًا من قبل اليابانيين ولم يعد يشعر وكأنه أجنبي. الدكتور فوجي ينام على أرضية منزل عائلته المدمر. الترقوة اليسرى مكسورة ومغطاة بالعديد من الجروح العميقة. وقد وصل عشرة آلاف جريح إلى مستشفى الصليب الأحمر. لا يزال الدكتور ساساكي يحاول تلبية أكبر عدد ممكن من الأشخاص. كل ما يمكن القيام به هو وضع المحلول الملحي على أسوأ الحروق. كان المرضى القتلى يرقدون في كل مكان. لا تزال الآنسة ساساكي بدون مساعدة خارج المصنع. أخيرًا يأتي الأصدقاء لتحديد مكان جسدها ويتم نقلها إلى المستشفى.
في نهاية الفصل ، في 15 أغسطس ، انتهت الحرب.

### «عشبة الذعر والحمى»
لقد مر اثنا عشر يومًا على إلقاء القنبلة على هيروشيما. تم تدمير أربعة أميال مربعة من المدينة بالكامل. منذ القصف غمرت هيروشيما الفيضانات واستمرت الفوضى والدمار. كثير من الناس يصابون الآن بمرض الإشعاع وقد تفاقمت الكراهية للأمريكيين ولكنها انخفضت بمجرد تحديد هيروشيما بمستويات إشعاع آمنة. تم فحص جروح الأب كلاينسورج ووجد أنها أعيد فتحها وأصبحت ملتهبة. حتى في شهر سبتمبر ، تزداد حالة الأب كلاينسورجي سوءًا. تم نقله إلى المستشفى بسبب ارتفاع درجة الحرارة وفقر الدم وانخفاض مستويات الكريات البيض. السيدة. لا تزال ناكامورا تشعر بالغثيان وبدأ شعرها يتساقط. بمجرد الموافقة على أن مستويات الإشعاع في هيروشيما كانت مقبولة ومظهرها جميل ، عادت إلى منزلها لاستعادة ماكينة الخياطة الخاصة بها ولكنها كانت صدئة ومدمرة. ومرض السيد تانيموتو دون سابق إنذار. وصلت درجة حرارته إلى 104 درجة فهرنهايت وأعطي حقن فيتامين ب 1 لمكافحة مرض الإشعاع. لا تزال الآنسة ساساكي في المستشفى وتتألم. منعت العدوى الأطباء من أن يتمكنوا من تثبيت ساقها المكسورة. وخرجت من المستشفى في نهاية أبريل نيسان لكنها أصيبت بشلل شديد. لا يزال الدكتور فوجي يعيش في منزل صيفي لأحد الأصدقاء وقد تطورت إصاباته بشكل جيد. لقد لاحظ أن العديد من الناجين ما زالوا يعانون من مشاكل غريبة. اشترى عيادة جديدة في إحدى ضواحي هيروشيما وبمجرد شفائه بدأ ممارسة ناجحة. كان الدكتور ساساكي يدرس تطور المرضى ويخصص ثلاث مراحل للمرض. بعد ستة أشهر ، بدأ مستشفى الصليب الأحمر العمل بشكل طبيعي. ظل الجراح الوحيد في الطاقم ولكن أخيرًا كان لديه الوقت للزواج في مارس.
بعد مرور عام على القصف ، كانت الآنسة ساساكي مشلولة ؛ السيدة. كان ناكامورا معدمًا. عاد الأب كلاينسورجي إلى المستشفى ؛ لم يكن الدكتور ساساكي قادرًا على العمل الذي قام به ذات مرة ؛ كان الدكتور فوجي قد فقد المستشفى المكون من ثلاثين غرفة واستغرق الأمر سنوات عديدة للحصول عليه ، ولا توجد فرص لإعادة بنائه ؛ لقد دمرت كنيسة السيد تانيموتو ولم يعد يتمتع بحيوية استثنائية. 

### «أعقاب»
تمت إضافة هذا الفصل بعد أربعين عامًا من النشر الأولي في نيويوركر .  :p66 ظهرت في عدد 15 يوليو 1985 من نيويوركر .  عاد هيرسي إلى هيروشيما لمعرفة مصير الناجين الستة. سجله لما وجده أصبح الفصل الخامس في الطبعات اللاحقة من الكتاب.  يُشار الآن إلى الناجين من قصف هيروشيما باسم الهيباكوشا (الأشخاص المتضررين من الانفجار). رفض اليابانيون في البداية تحمل أي مسؤولية عن القنبلة الذرية الأمريكية أو السكان المتضررين. تم التمييز ضد الضحايا ، ورفض العديد من أرباب العمل توظيف هيباكوشا لأنهم لم يتمكنوا من العمل بجد. تسبب تعرضهم ، الذي يطلق عليه «مرض القنبلة الذرية» في اليابان ، في ضعف مزمن ودوار ومشاكل في الجهاز الهضمي ، من بين أمور أخرى. في عام 1954، خلقت حادثة التلوث رقم 5 لـ Lucky Dragon حركة سياسية للهيباكوشا ووضعت قانون الرعاية الطبية لضحايا القنبلة الذرية. سمح هذا القانون بالرعاية الطبية للهيباكوشا وبدل شهري لهم.
لبعض الوقت يا سيدة. كانت ناكامورا تكسب ما يكفي من الدخل لإعالة أسرتها. مرضت ولم تعد قادرة على العمل. لتلقي العلاج ، اضطرت إلى بيع ماكينة الخياطة الخاصة بها. عملت في وظائف غريبة مثل توصيل الخبز حيث كان يمكنها أن تأخذ إجازة لمدة ثلاثة أو أربعة أيام للتعافي قبل العمل مرة أخرى. واصلت كسب ما يكفي للبقاء على قيد الحياة. عملت في مصنع نفتالين لمدة 13 عامًا لكنها لم تسجل على الفور للحصول على بدلها الصحي من خلال قانون الرعاية الطبية لضحايا القنبلة الذرية. تمت دعوتها لتكون عضوًا في جمعية الأسرة الثكلى وسافرت حول العالم.
الدكتور تيروفومي ساساكي ، الذي لم يصاب بأعراض جانبية من القصف ، طاردته صور مستشفى الصليب الأحمر بعد القصف. في عام 1951، ترك الدكتور ساساكي العمل في مستشفى الصليب الأحمر. بدأ ممارسته الخاصة في مسقط رأسه وعادة ما كان يجري عمليات جراحية بسيطة. قرر بناء مستشفى الشيخوخة. استمر في الأسف لعدم تتبع أفضل لجميع الجثث المحترقة في المستشفى.
استمر الأب فيلهلم كلاينسورج في المعاناة من التعرض للإشعاع. في عام 1958، تم تعيينه كاهنًا في كنيسة أكبر بكثير في جزء آخر من المدينة. أصبح مواطنًا يابانيًا وغير اسمه إلى الأب ماكوتو تاكاكورا. دخل في غيبوبة وتوفي في 19 نوفمبر 1977. كانت هناك دائما زهور نضرة على قبره.
تم التخلي عن توشيكو ساساكي من قبل خطيبها بعد إصابته بالشلل. وخضعت على مدار 14 شهرًا لعملية جراحية في العظام لتحسين حالة ساقها. بعد العمل في دار للأيتام لمدة خمس سنوات ، أصبحت راهبة مع جمعية مساعدي الأرواح المقدسة. أخذت عهودها الأخيرة في عام 1953، واعتمدت اسم الأخت دومينيك. سرعان ما تمت ملاحظتها لقدراتها وجعلتها مديرة حديقة القديس يوسف ، دار المسنين. تقاعدت في عام 1978 وكوفئت برحلة إلى الكرسي الرسولي. قامت بعمل تطوعي وأمضت عامين كرئيسة للأم في ميساسا ، حيث حصلت على مبتدئها.
في عام 1948، أنشأ الدكتور فوجي عيادة طبية جديدة في هيروشيما. كان محظوظًا ولم يواجه آثارًا طويلة الأمد لمرض القنبلة الذرية. توفي الدكتور فوجي في 12 يناير 1973.
واصل كيوشي تانيموتو التبشير بالإنجيل للأشخاص الذين أعادوا البناء في هيروشيما. تم إحضاره إلى الولايات المتحدة من قبل مجلس البعثات الميثودية لجمع الأموال لكنيسته. في 5 مارس 1949، نُشرت مذكرته ، أفكار هيروشيما . في عام 1950، عاد إلى أمريكا في جولته الثانية. في هذه الرحلة ، تحدث إلى أعضاء لجنة الشؤون الخارجية بمجلس النواب . بسبب جولاته في جميع أنحاء العالم ، أطلق عليه لقب «وزير القنبلة الذرية». في عام 1955، عاد إلى أمريكا مع المزيد من هيروشيما مايدنز ، النساء اللواتي كن في سن المدرسة عندما تعرضن لتشوه خطير نتيجة الوميض الحراري للقنبلة ، وذهبن إلى الولايات المتحدة لإجراء الجراحة الترميمية. خلال هذه الرحلة ، ظهر في This Is Your Life مع رالف إدواردز . تفاجأ بمقابلة النقيب روبرت لويس، مساعد طيار إينولا جاي .

## تأثير مستمر

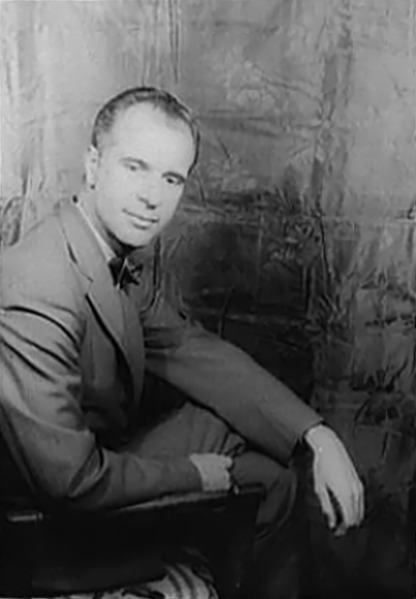
جون هيرسي

وضع نشر المقال هيروشيما والقنبلة الذرية في قلب الجدل حول الحرب النووية. في كتاب «هيروشيما في التاريخ والذاكرة»، كتب مايكل ج. هوجان أن هيروشيما خلقت إدراكًا لحجم الحدث ومدخلًا إلى تحليل الحدث. طرحت ثلاث قضايا لم نواجهها من قبل: قوة العلم الحديث ، والقنبلة ، ومستقبل الأسلحة النووية.
تعيش أحداث إسقاط القنبلة الذرية في نفسية الجميع وقد سلطت الضوء عليها هيرسي. كانت هيروشيما وستظل «جزءًا من تفكيرنا المستمر بشأن الحروب العالمية والمحرقة النووية». ظلت آثار المرض الإشعاعي مصدر قلق للعالم وسلامة الطاقة النووية. عادت هذه المخاوف إلى الظهور منذ حادثة مفاعل فوكوشيما دايتشي النووي. تم إحياء الصور التي تم عرضها على الجمهور بعد نشر هيروشيما في عيون العالم.
قادت الصور البشعة التي صورت في هيروشيما الطريق لموجة جديدة من أدب الخيال العلمي. يتم سرد موجة من قصص "حرب المستقبل" مثل Flash Gordon من وجهة نظر "كل شخص" شاهد غزو بلاده مباشرة. بينما يكافح الرواة من أجل البقاء ، نشهد رعب الهجوم من خلال أعينهم ، ونبغض أعداء الأجانب الذين غزوا بلادهم بقسوة وظلم ". 

## الروابط الخارجية
- هيروشيما ، عدد 31 أغسطس 1946 من نيويوركر